# Boletus sensibilis
Bolétus sensíbilis (Boletus miniatoolivaceus var. sibilissen) — гриб семейства болетовые (Boletaceae).

## Биологическое описание
- Шляпка 6—15 (иногда до 30) см в диаметре, в молодом возрасте выпуклая, затем становящаяся уплощённой и почти плоской, с сухой серовато-красной, кирпично-красной или красно-коричневой, желтеющей с KOH, поверхностью.
- Мякоть жёлтая, быстро синеет на воздухе, с сильным запахом карри, пажитника или лакрицы.
- Гименофор трубчатый, приросший к ножке, ярко-жёлтого цвета, при прикосновении и повреждении быстро синеющий, затем медленно становящийся красноватым или буроватым, редко вовсе желтеет.
- Ножка 8—12 см длиной, ровная или утолщённая в основании, мясистая, в верхней части с сеточкой, ярко-жёлтая до тёмно-красной.
- Споровый порошок оливково-коричневого цвета. Споры светло-коричневые, 10,6—13,1×3,7—4,4 мкм.
- Встречается группами, обычно под буком.
- Ядовит.

## Сходные виды
Отличается от следующих видов резким запахом и сразу синеющей мякотью.
- Boletus bicolor
- Boletus miniatoolivaceus